# طرف الجناح

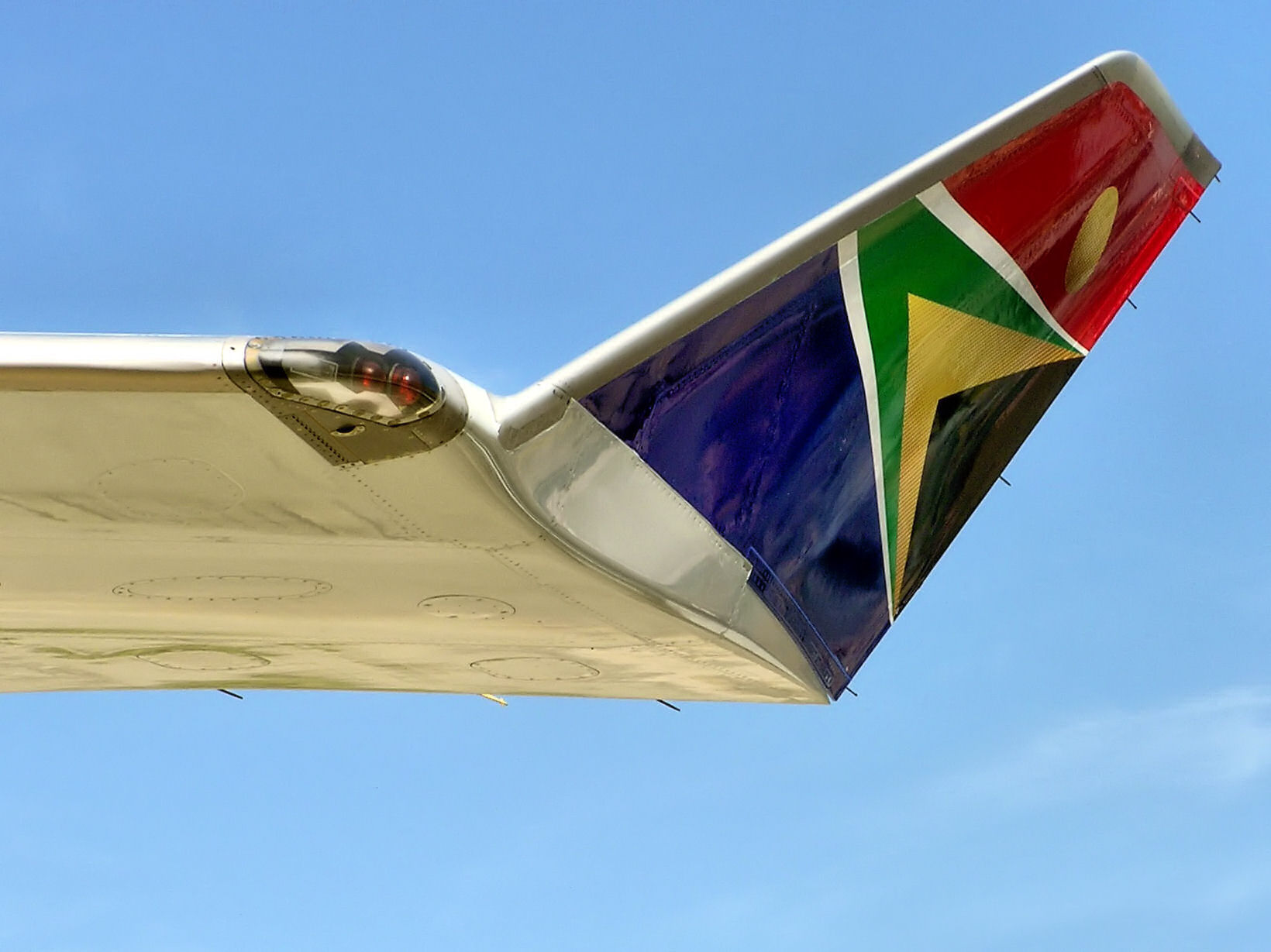
طرف الجناح وضوء الملاحة الأحمر على طرف جناح بوينغ 747-400 تابعة للخطوط الجوية الجنوب أفريقية

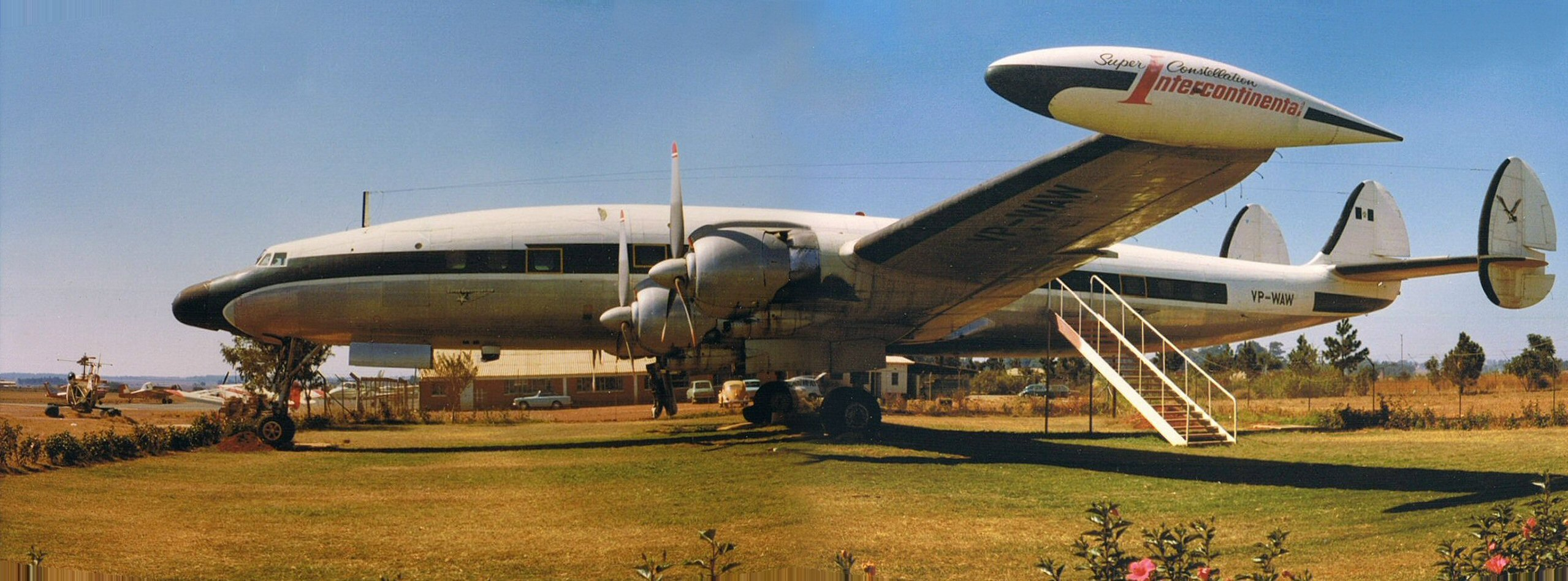
تحتوي العديد من أنواع الطائرات، مثل لوكهيد سوبر كونستليشن الموضحة هنا، على خزانات وقود مثبتة على أطراف الجناح، تسمى عادةً خزانات الطرف (tip tanks).

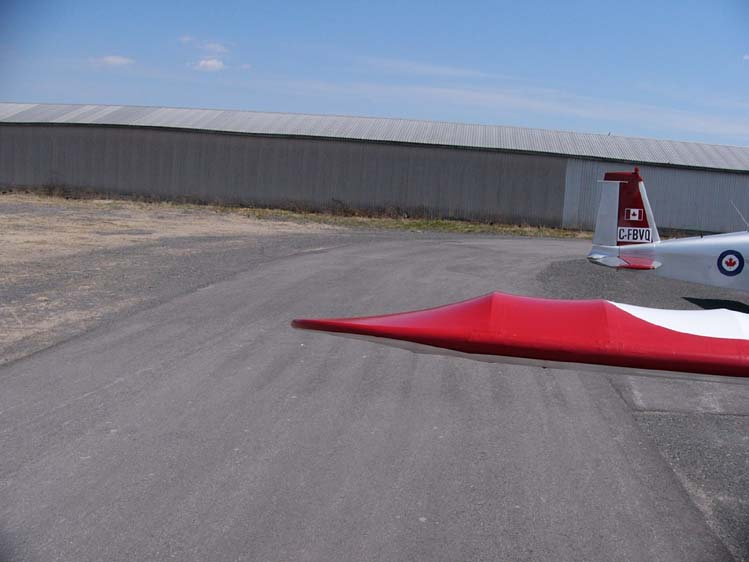
طرف الجناح لطائرة كواد سيتي تشالنجر II، مكونة من قوس من الألومنيوم

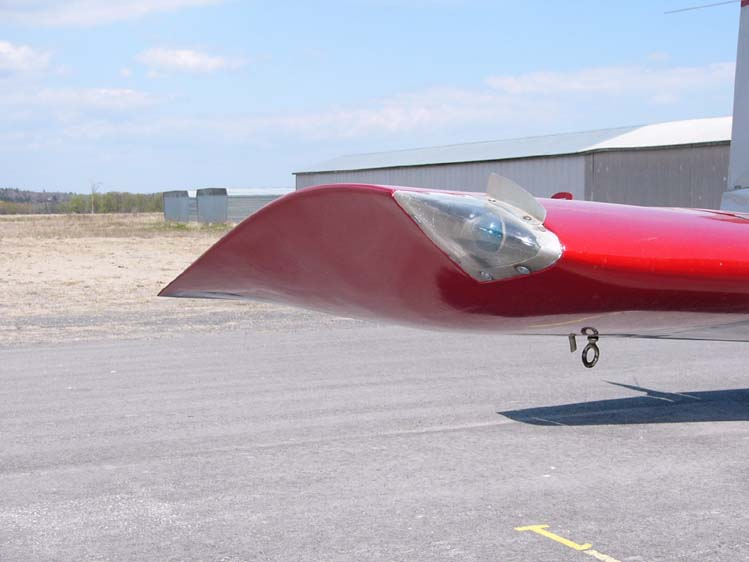
يُظهر طرف الجناح لطائرة غرومان أمريكان إيه إيه-1 تصميم أسلوب هورنر

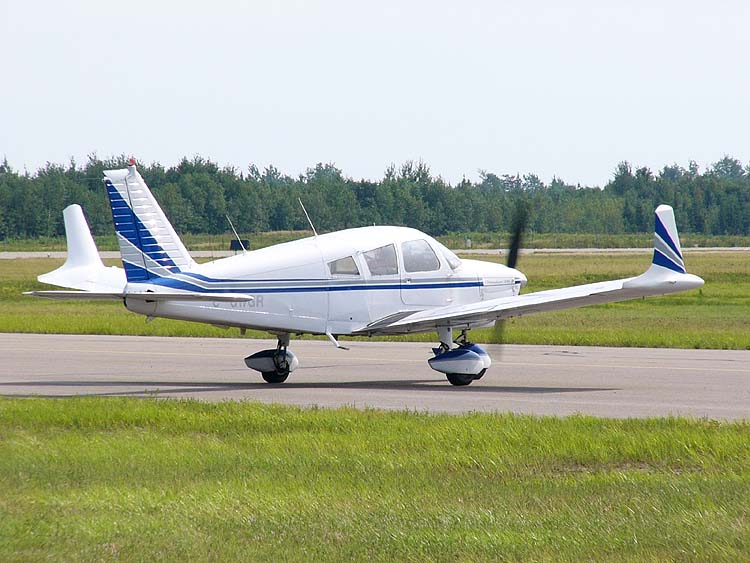
بايبر بيه إيه-28 شيروكي مع جنيحات

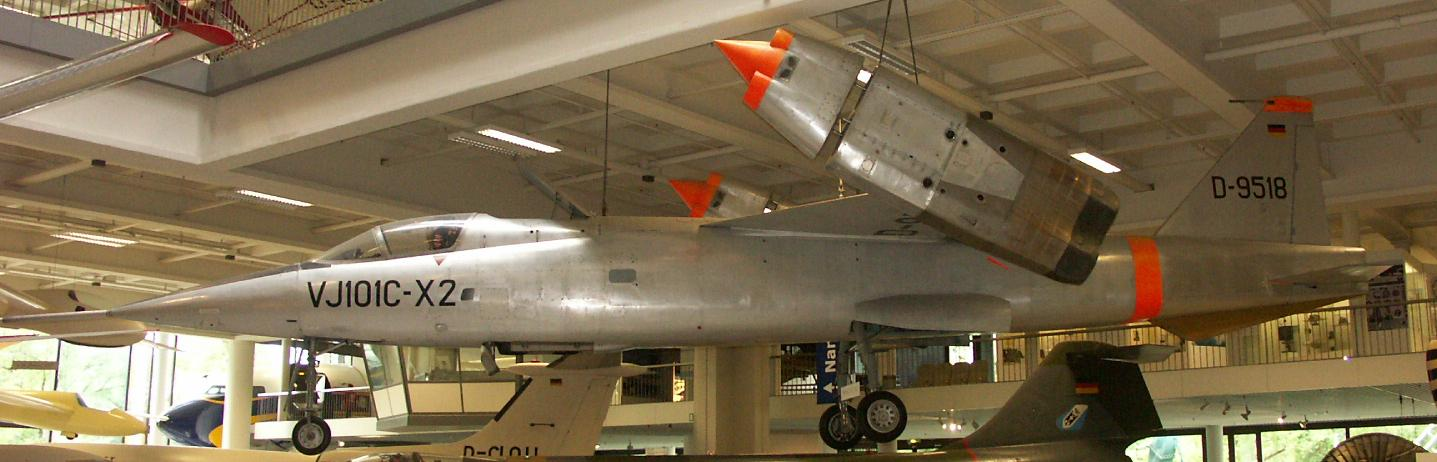
محركات مثبتة على طرف الجناح

طرف الجناح (wing tip) أو قمة الجناح (wingtip) هو الجزء الأبعد من جسم الطائرة للطائرة ذات الجناح الثابت.
نظرًا لأن شكل طرف الجناح يؤثر على حجم وسحب دوامات طرف الجناح، فقد أنتج تصميم الطرف مجموعة متنوعة من الأشكال، بما في ذلك:
- مربع قبالة (Squared-off)
- قوس أنبوب الألومنيوم (Aluminium tube bow)
- مدور (Rounded)
- أسلوب هورنر
- وينقليت
- قمة متدلية (Drooped tips)
- Raked wingtips
- خزانات الطرف (Tip tanks)
- أشرعة(Sails)
- أسوار
- لوحات نهاية

أصبحت الأجنحة الصغيرة (Winglets) من الإضافات الشائعة للطائرات عالية السرعة لزيادة كفاءة الوقود عن طريق تقليل السحب من دوامات قمة الجناح (wingtip vortices). في الطائرات ذات السرعة المنخفضة، يكون تأثير شكل قمة الجناح أقل وضوحًا، مع وجود اختلاف هامشي فقط في الأداء بين الأطراف المستديرة والمربعة ونمط سرعات جوية منخفضة.
تعتبر أطراف الأجنحة أيضًا تعبيرًا عن أسلوب تصميم الطائرات، لذلك قد يتأثر شكلها باعتبارات التسويق وكذلك بمتطلبات الديناميكا الهوائية.
غالبًا ما يستخدم مصممو الطائرات أطراف الأجنحة لتركيب مصابيح الملاحة والأضواء القوية المضادة للتصادم وأضواء الهبوط والمقابض اليدوية وعلامات التعريف.
يمكن أن تعمل خزانات طرف الجناح كجناح وتوزع الوزن بشكل متساوٍ عبر الصاري الجناح.
على الطائرات المقاتلة، يمكن أيضًا تزويدها بنقاط تعليق صلبة، لتركيب خزانات وقود خارجية قابل للإسقاط وأنظمة الأسلحة، مثل الصواريخ والإجراءات المضادة الإلكترونية. تسمح أنظمة الخراطيم / الممرات المثبتة على قمة الجناح بإعادة التزود بالوقود الجوي لطائرات متعددة مع فصلها.
تستخدم طائرات الاستعراض الجوي تقاطعات مثبتة على قمة الجناح للإشارة إلى الموقف البصري. تُسلط أنظمة الدخان والألعاب النارية المُثبَّتة على طرف الجناح الضوء على مناورات الأكروبات المتدحرجة. تتميز بعض أعمال العرض الجوي بأن الطيار يلمس أو يسحب طرف الجناح على طول الأرض.
قد تضع الطائرات التي تحتوي على جهاز هبوط رئيسي واحد أو أجنحة ذات نسبة عرض إلى ارتفاع عالية جدًا مثل الطائرات الشراعية، معدات هبوط صغيرة في رؤوس الجناح. وضعت بعض التصميمات غير الشائعة، مثل روتان كويكي و كونفير إكس إف واي، معدات الهبوط الرئيسية في أطراف الجناح. استخدمت بعض طائرات الحرب العالمية الأولى في وقت مبكر زلاجات خشبية على رؤوس الأجنحة لتقليل الأضرار التي لحقت بحوادث الحلقات الأرضية.
تستخدم العديد من الطائرات البرمائية مثل كونسوليديتد بي بي واي كاتالينا رؤوس الأجنحة القابلة للسحب كعوامات.
يمكن أن تؤثر أطراف الجناح المتحركة على قابلية التحكم في الجناح. أدى التفاف الجناح إلى نهايات الجناح إلى التحكم في لفة الطائرة الأولى مثل رايت فلاير. قامت الطائرة نورث أمريكان إكس بي-70 فالكيري برفع وخفض رؤوس جناحيها أثناء الطيران لضبط ثباتها في رحلة تفوق سرعة الصوت وتحت سرعة الصوت.
يمكن أن تحتوي رؤوس الأجنحة أيضًا على محطة توليد الطاقة أو دفع الطائرة. تستخدم EWR VJ 101 طائرات نفاثة مثبتة على رأس، وتستخدم V-22 محركات مائلة مثبتة على قمة الجناح، وتستخدم هارير دفع قمة الجناح لتحقيق الاستقرار أثناء التحليق.
قد تنجرف رؤوس أجنحة الطائرات ذات الأجنحة الدوارة أو تنحني لتقليل الضوضاء والاهتزاز. تضع بعض الطائرات ذات الأجنحة الدوارة دفعها في طرف نفاث ذات قمة الجناح.

## أجنحة قابلة للطي
ستضم طائرة بوينغ 777 إكس 3.5 م (11 قدم) أطراف الجناح القابلة للطي التي توفرها شركة مجموعة الفضائية من ليندنبرغ. تم عرض الآلية في أسبوع الطيران في مصنع بوينغ إيفريت في أكتوبر 2016. يستغرق الطي 20 ثانية ليكتمل. 